# Panunggul
Panunggul is een bestuurslaag in het regentschap Cirebon van de provincie West-Java, Indonesië. Panunggul telt 3366 inwoners (volkstelling 2010).